# Jacques Babinet
Jacques Babinet, francoski fizik, matematik in astronom, * 5. marec 1794, Lusignan, departma Vienne, Francija, † 21. oktober 1872, Pariz, Francija.
Babinet je najbolj znan po svojih dosežkih v optiki. Diplomiral je na École polytechnique in leta 1812 odšel na vojaško šolo v Metz. Kasneje je bil profesor na Sorboni in Francoskem kolegiju. Bil je tudi astronom Urada za dolžine (Bureau des Longitudes).
Leta 1840 so ga izbrali za člana Francoske akademije znanosti.
- Calculs pratiques appliqués aux sciences d'observation, 1857